# Kálmán Tisza
Kálmán (Koloman) Tisza von Borosjenő (ur. 16 grudnia 1830 w Geszt, zm. 13 marca 1902 w Budapeszcie) – węgierski polityk, założyciel i pierwszy przywódca Partii Liberalnej, premier Węgier w latach 1875–1890.

## Życiorys
Kálmán Tisza pochodził z węgierskiej rodziny urzędniczej. Podczas powstania węgierskiego w 1848 wstąpił do gwardii narodowej, otrzymał też funkcję referendarza w jednym z powstańczych ministerstw. Po upadku powstania studiował w Berlinie i odwiedził inne kraje europejskie. W 1861 został wybrany do sejmu węgierskiego, gdzie przewodził opozycyjnej części deputowanych. Nawoływał do modernizacji kraju i uczestniczył w tworzeniu węgierskich instytucji finansowych i gospodarczych. Był członkiem komitetu przygotowującego ugodę austriacko-węgierską, choć opowiadał się za unią o charakterze personalnym, bez wspólnych ministerstw i armii.
W sejmie węgierskim zjednoczył pod swoim przewodnictwem deputowanych lewicy i liberalnych. W wyborach 1875 utworzona w ten sposób Partia Liberalna zdobyła większość miejsc. Tisza początkowo został ministrem spraw wewnętrznych w rządzie kierowanym przez Bélę Wenckheima. Ponieważ Gyula Andrássy przekonał cesarza Franciszka Józefa I o lojalności Tiszy wobec Wiednia, już w październiku tego samego roku powołany został nowy rząd, w którym Tisza pełnił funkcję premiera. Tisza piastował ten urząd aż do 1890 (był najdłużej urzędującym premierem w historii Węgier), ponadto do 1887 był także ministrem spraw wewnętrznych, a w 1878 i w latach 1887–1889 ministrem finansów.
Od początku rządów głównym jego celem było umocnienie pozycji Węgier w ramach monarchii austro-węgierskiej. Wypowiedział zawarte z Austrią układy celny i handlowy i twardo negocjował nowe warunki. Wspierał liberalne reformy na Węgrzech oraz uprzemysłowienie kraju. Wprowadzał reformy systemu samorządowego, umacniające rolę władzy centralnej. Pod jego rządami opracowano nowe kodeksy handlowy i karny. Wspierał politykę madziaryzacyjną wobec mniejszości narodowych, m.in. za pomocą szkolnictwa, chcąc stworzyć nowoczesne państwo narodowe. W 1890 musiał ustąpić ze stanowiska po porażce w sporze dotyczącym utrzymania obywatelstwa węgierskiego Lajosa Kossutha. Pozostał posłem na sejm węgierski do 1901.
W 1880 otrzymał order św. Stefana. Był też członkiem Węgierskiej Akademii Nauk (od 1888 – honorowym).
W 1860 poślubił hrabinę Ilonę Degenfeld-Schonburg. Jego syn István Tisza także był politykiem i premierem Węgier w latach 1903–1905 i 1913–1917.

## Odznaczenia
Odznaczenia Kálmána Tiszy to między innymi:
- Krzyż Wielki Orderu Świętego Stefana (Austro-Węgry)
- Order Orła Czarnego (Prusy)
- Krzyż Wielki Orderu Orła Czerwonego (Prusy)
- Kawaler Krzyża Wielkiego Orderu Świętych Maurycego i Łazarza (Włochy)
- Krzyż Wielki Orderu Leopolda (Belgia)
- Krzyż Wielki Orderu Gwiazdy Rumunii (Rumunia)
- Krzyż Wielki Orderu Krzyża Takowy (Serbia)
- Order Portretu Władcy w brylantach (Persja)